# Habronyx ariasae
Habronyx ariasae là một loài tò vò trong họ Ichneumonidae.